# Latinskoamerická integrace

lokalizace Latinské Ameriky na mapě světa

Latinskoamerická integrace představuje soubor politických, ekonomických, ale také kulturních procesů, které si stanoví jako cíl úzkou hospodářskou, politickou nebo kulturní spolupráci nebo přímo regionální integraci v rámci různých regionálních nebo subregionálních organizací, které v Latinské Americe. Latinskoamerická integrace je považována za součást procesů regionalizace a globalizace. V tomto kontextu se hovoří také o novém regionalismu, který je označován za způsob, jak se jednotlivé státy snaží s globalizací vyrovnat v době po ukončení Studené války.
První pokusy o hospodářskou a politickou integraci vznikaly v Latinské Americe od 60. let 20. století (např. MCCA, Andské společenství, CARICOM). Během 70. a 80. let došlo k utlumení integračních snah kvůli hospodářské situaci jednotlivých zemí a dále kvůli politické nestabilitě, občanským válkám a autoritářským režimům vládnoucích v řadě zemích Latinské Ameriky. K oživení došlo na konci 80. a především v 90. letech a na samém začátku 21. století v souvislosti s procesy demokratizace a globalizace (např. MERCOSUR, SICA, UNASUR a ALBA). Historicky je latinskoamerická integrace někdy spojována s myšlenkami Simóna Bolívara.

## Historický vývoj

### Latinskoamerická integrace od 60.let 20.století do konce Studené války
Hnacím motorem latinskoamerické integrace byla od 60. let 20. století především hospodářská oblast. Už v roce 1960 vznikla organizace Středoamerický společný trh (MCCA) s cílem vytvořit společný trh v oblasti Střední Ameriky. Díky dlouhodobým politickým problémům a nestabilitě regionu (guatemalská občanská válka, salvadorská občanská válka, Sandinistická revoluce v Nikaraguy) byla jeho činnost obnovena až v roce 1993, kdy došlo k podpisu tzv. Guatemalského protokolu, vytvářejícího platformu pro obnovení spolupráce v rámci Středoamerického integračního systému (SICA).

V roce 1969 bylo založeno Andské společenství národů (dnes Andské společenství) (CAN), jehož cílem bylo dosažení celní unie a posléze společného trhu na území svých členů. Od 90. let se integrační spolupráce v rámci Andského společenství zintenzivnila - došlo k uzavření dohod o oblasti volného trhu a zavedení vnějších tarifů (1992).
Zhruba ve stejné době vznikla z iniciativy Hospodářské komise pro Latinskou Ameriku a Karibik při OSN (CEPAL) Latinskoamerická asociace volného trhu (ALALC, dnes Latinskoamerické integrační sdružení, ALADI). Komise považovala asociaci za pokus o revitalizaci místních dovozních subsidií a zároveň nástroj k vytvoření stabilního spotřebního trhu a průmyslu. Dohoda o zřízení asociace byla podepsána v roce 1960 a postupně se k ní přičlenily další státy. Základní obrysy asociace upravovala Smlouva z Montevidea. Nicméně už kolem roku 1967 začala být asociace stagnantní, což bylo zapříčiněno mimo jiné snahou o integraci celkem 11 zemí se značně odlišnou ekonomickou strukturou a vývojem, které potom odrážely odlišné zájmy a důvody členství v asociaci.
V případě karibské oblasti došlo ke vzniku další subregionální organizace Karibský společný trh a společenství (CARICOM, dnes Karibské společenství), jejímž cílem byla ekonomická spolupráce a integrace v roce 1973. Organizace stavěla na starších pokusech o spolupráci v podobě Západoindické federace a Karibské zóny volného obchodu z 60. let 20. století. Dohoda z Chaguaramaras stavěla na modelu protekcionismu, dovozních subsidií, vlastnictví a kontroly regionálních přírodních zdrojů a také na regionální soběstačnosti. Během 80. let 20. století se ale jednotlivé členské státy dostaly do hospodářské recese, která oslabila význam celé organizace.

### Integrační snahy od konce Studené války
Konec Studené války a s tím související otevření nových trhů v oblasti Východní Evropy a Střední Asie vytvořily nový kontext pro latinskoamerickou hospodářskou integraci. Tato nová situace vedla k oživení integračních snah a k iniciaci nové hospodářské a politické spolupráce v regionu. Spolupráci také posílila vlna demokratizace Latinské Ameriky během konce 80. a 90. let 20. století. Vedle toho sehrála svojí roli dluhová krize a krize státního intervencionismu v hospodářské oblasti, kterou prošla řada latinskoamerických států na konci 80. let. Tato krize vedla na konci 80. a na začátku 90. let k tendencím k hospodářskému (neo)liberalismu, jež se projevoval v oblasti regionální integrace vznikem nebo obnovením regionálních bloků svobodného trhu. Vznik severoamerického sdružení NAFTA vyvolával u řady latinskoamerických zemí obavy z potenciálního vyloučení z investičních možností. Míra hospodářské závislosti na USA se v důsledku toho stala základem pro rozdílné koncepce integrace v oblastech Jižní Ameriky a Střední Ameriky a Karibiku.
V roce 1991 vznikla organizace Společný trh jihu (MERCOSUR/port.MERCOSUL). Cílem MERCOSURu byla integrace do jednotného trhu, volný pohyb zboží a služeb, zavedení společných vnějších tarifů, společná hospodářská politika, harmonizace legislativy v některých oblastech a koordinace jednotlivých hospodářských politik členských zemí. Nicméně záhy se vzájemná spolupráce rozšířila také na oblast kulturní, vzdělávací i do oblasti společné sociální charty. Vedle toho je MERCOSUR uznávaným mezinárodním
soudním orgánem. Na rozdíl od EU funguje MERCOSUR na mezivládním principu, což znamená, že rozhodnutí leží hlavně na jednotlivých prezidentech členských států. 
MERCOSUR se také během 90. let profiloval jako určitý protipól severoamerického NAFTA. Zatímco země integrované v regionální organizaci jako je Andské společenství (CAN) jsou přitahovány více ke spolupráci s MERCOSURem, naopak členské země Středoamerického integračního systém (SICA) a Karibského společného trhu a společenství včetně Kolumbie se připojily k oběma možnostem tím, že například uzavřely tripartitní dohody s Mexikem (členem NAFTA) ale zároveň spolupracují s MERCOSURem. Venezuela se ale později rozhodla pro spolupráci v rámci MERCOSURu, i když zároveň založila vlastní sdružení ALBA. Chile fluktuovalo v 90. letech mezi oběma možnostmi. Nejdříve se orientovalo spíše směrem k NAFTA, později začalo blíže spolupracovat s MERCOSURem. Tato situace potom v roce 2008 vyústila ve vznik Unie jihoamerických národů (UNASUR), ve které se spojily jihoamerické státy zúčastněné v rámci MERCOSURu a v rámci Andského společenství. Od roku 2024 je Bolívie členským státem jak MERCOSURu, tak Andského společenství. 
První kroky k vytvoření Unie jihoamerických států byly učiněny v roce 2004, kdy se jihoameričtí lídři dohodli o tzv. Smlouvě z Cuzca. O čtyři roky (2008) později uzavřely potom ústavní smlouvu, která se stala základem unie, sdružující celkem 12 států ležících na území jihoamerického kontinentu. Panama a Mexiko získali status pozorovatelů. Cílem organizace je podle Ústavní smlouvy "konstruovat jihoamerickou identitu a občanství a rozvíjet integrovaný regionální prostor v oblastech politiky, hospodářství, sociální, kulturní, životního prostředí, energetiky a infrastruktur jako příspěvek k posílení jednoty Latinské Ameriky a Karibiku." UNASUR představuje více politický než ekonomický projekt, který naráží na některé historicky dané problémy a tenze. Například v roce 2008 došlo v rámci UNASUR ke konfliktu mezi Kolumbii a Ekvádorem s Venezuelou. Kolumbie zaútočila na jednotky FARC umístěné na ekvádorském území a našla doklady o tom, že FARC je financována Chavézovou vládou. Situaci, která směřovala k vojenskému konfliktu mezi Kolumbií a Ekvádorem s Venezuelou se nakonec podařilo vyřešit diplomaticky.
Paralelně s UNASUR vznikala další latinskoamerická integrační organizace Bolívarský svaz pro národy naší Ameriky (ALBA). Ten vznikl v roce 2004 především z iniciativy venezuelského prezidenta Hugo Cháveze jako reakce na vznik Americkou zóny volného obchodu (FTAA), iniciovanou Spojenými státy americkými. Původně sa jednalo o bilaterální spolupráci mezi Venezuelou a Kubou zaměřenou především na výměnu venezuelské ropy za kubánské zdravotnické lidské zdroje. Postupně se přičlenily některé další země. Ideologickým základem ALBA je vedle bolívarské myšlenky také idea "socialismu pro 21. století" a především představa "nové mezinárodní gepolitiky" v multipolárním světě, která by vedla k vzniku nového mocenského bloku. ALBA představuje projekt socialistického (alespoň ve své rétorice) bloku volného obchodu, který využívá rostoucích cen nafty jako základního nástroje své politiky. 

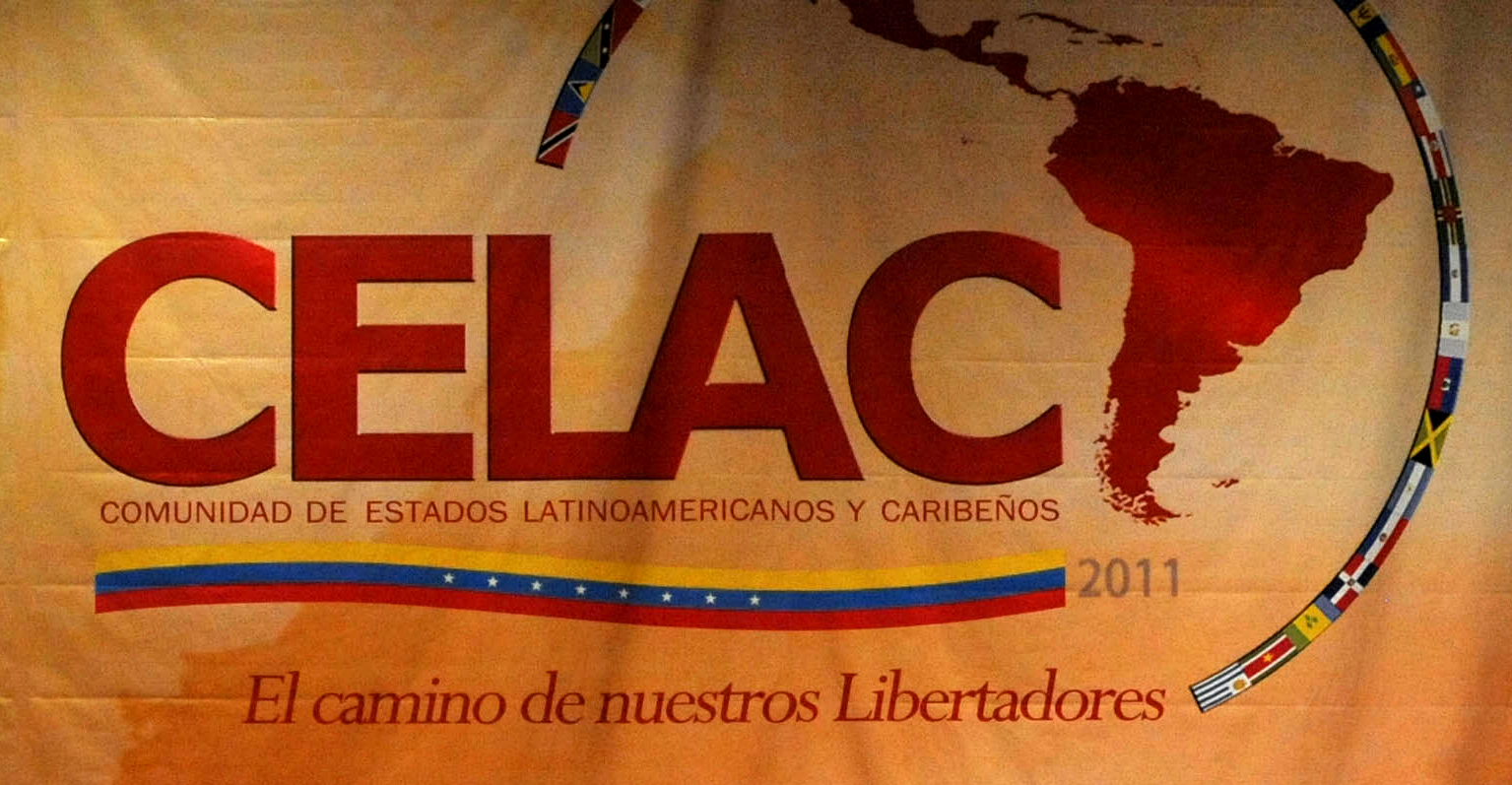
CELAC vznikl v roce 2010 a sdružuje pod heslem "El Camino de Nuestros Libertadores" (čes. Cesta našich Osvoboditelů) celkem 33 zemí regionu.

Ve stejnou dobu, jako vznikal v Jižní Americe MERCOSUR, se spojilo celkem 25 států karibské oblasti do volnějšího Sdružení karibských států (ACS). 15 z nich je přitom členy staršího CARICOMu, který představuje celní unii některých karibských zemí. Asociace si ale neklade za cíl přímo hospodářskou nebo politickou integraci, ale spíše kooperaci s důrazem na turismus a pomoc při přírodních katastrofách. Celkem šest členských států CARICOMu potom na začátku roku 2006 vytvořilo Karibský jednotný trh a hospodářství, ke kterému se později připojilo dalších šest ostrovních států v Malých Antilách. Do roku 2015 by měl uvnitř něj vzniknout režim volného pohybu zboží, služeb, kapitálu a kvalifikovaných pracovníků.
Ve Střední Americe byl v roce 1991 založen Středoamerický integrační systém (SICA) s cílem prohloubit vzájemnou koordinaci v oblasti hospodářské a politické integrace v rámci členských zemí. Paralelně s ním koexistuje starší projekt Středoamerického společného trhu (CACM), který zaznamenal v 90. letech oživení. SICA oficiálně klade za cíl politickou integraci středoamerického regionu tak, aby se z něj stal region míru, svobody, demokracie a rozvoje.Hospodářská závislost Střední Ameriky na USA se ale opět projevila, když Kostarika, Salvador, Guatemala, Honduras a Nikaragua uzavřely spolu s USA v roce 2004 Dohodu o Středoamerickém volném trhu (CAFTA). Později během roku 2004 se k Dohodě přidala také Dominikánská republika (zkratka CAFTA-DR). 
Zastřešující organizací regionální integrace se stalo v roce 2010 Společenství latinskoamerických a karibských států (CELAC) sdružující celkem 33 států. Cílem CELAC je vedle prohlubování regionální integrace také "posilování kooperace ve sféře společných zájmů" a "posilování dialogu, interakce a synergie mezi regionálními a subregionálními mechanismy integrace v Latinské Americe a Karibiku".

## Přehled organizací
Následující tabulka obsahuje většinu nejvýznamnějších společenství a organizací v Latinské Americe a Karibiku. I přes snahu o průběžnou aktualizaci nemusí být zcela aktuální.
| Společenství latinskoamerických a karibských států | Společenství latinskoamerických a karibských států | Společenství latinskoamerických a karibských států |
| -------------------------------------------------- | --- | -------------------------------------------------- |
|                                                    | - akronym: CELAC - sídlo: není stanoveno - vznik: 23/02/2010 - zúčastněné státy: Antigua a Barbuda, Argentina, Bahamy, Barbados, Belize, Bolívie, Chile, Dominika, Dominikánská republika, Ekvádor, Grenada, Guatemala, Guyana, Haiti, Honduras, Jamajka, Kolumbie, Kostarika, Kuba, Mexiko, Nikaragua, Panama, Paraguay, Peru, Salvador, Surinam, Svatá Lucie, Svatý Kryštof a Nevis, Svatý Vincenc a Grenadiny, Trinidad a Tobago, Uruguay, Venezuela | státy CELAC                                        |
| Unie jihoamerických národů                         | |                                                    |
| vlajka Unie jihoamerických národů                  | - akronym: UNASUR - sídlo: Quito, Cochabamba - vznik: 04/07/2008 - zúčastněné státy: Bolívie, Guyana, Peru, Surinam, Venezuela | státy Unie jihoamerických národů                   |
| Společný trh jihu                                  | |                                                    |
| vlajka Mercosuru                                   | - akronym: MERCOSUR - sídlo: Montevideo - vznik: 26/03/1991 - zúčastněné státy: Argentina, Brazílie, Paraguay, Uruguay, Venezuela (členství pozastaveno), Bolívie (od 2024) | státy Mercosuru                                    |
| Andské společenství                                | |                                                    |
| vlajka Andského společenství                       | - akronym: CAN - sídlo: Lima - vznik: 26/05/1969 - zúčastněné státy: Kolumbie, Ekvádor, Peru, Bolívie | státy Andského společenství                        |
| Pacifická aliance                                  | |                                                    |
| logo Pacifické aliance                             | - akronym: není - sídlo: není ustanoveno - vznik: 06/06/2012 - zúčastněné státy: Mexiko, Chile, Peru, Kolumbie | státy ALADI                                        |
| Bolívarovský svaz pro lid naší Ameriky             | |                                                    |
| vlajka ALBA                                        | - akronym: ALBA - sídlo: Caracas - vznik: 14/12/2004 - zúčastněné státy: Svatý Vincenc a Grenadiny, Antigua a Barbuda, Bolívie, Kuba, Dominika, Nikaragua, Venezuela, Svatá Lucie, Grenada, Svatý Kryštof a Nevis, Grenada | státy ALBA                                         |
| Petrocaribe                                        | |                                                    |
|                                                    | - akronym: není - sídlo: není ustanoveno - vznik: 014/12/2004 - zúčastněné státy: Antigua a Barbuda, Bahamy, Belize, Dominika, Dominikánská republika, Granada, Guatemala, Guyana, Haiti, Honduras, Jamajka, Kuba, Nikaragua, Svatý Kryštof a Nevis, Svatá Lucie, Svatý Vincenc a Grenadiny, Surinam, Venezuela | státy Petrocaribe                                  |
| Fórum za pokrok a rozvoj Jižní Ameriky             | |                                                    |
|                                                    | - akronym: PROSUR - sídlo: - vznik: 22/03/2019 - zúčastněné státy: Argentina, Kolumbie, Chile (členství pozastaveno), Paraguay, Brazílie, Peru, Ekvádor, Guyana | státy PROSUR                                       |
| Středoamerický integrační systém                   | |                                                    |
| vlajka SICA                                        | - akronym: SICA - sídlo: Ciudad de Guatemala - vznik: 01/02/1993 - zúčastněné státy: Belize, Guatemala, Salvador, Honduras, Nikaragua, Kostarika, Panama, Dominikánská republika | státy SICA                                         |
| Latinskoamerický hospodářský systém                | |                                                    |
| logo SELA                                          | - akronym: SELA - sídlo: Caracas - vznik: 04/07/1973 - zúčastněné státy: Argentina, Bahamy, Barbados, Belize, Bolívie, Brazílie, Chile, Kolumbie, Kuba, Dominikánská republika, Ekvádor, Salvador, Guatemala, Guyana, Haiti, Honduras, Jamajka, Mexiko, Nikaragua, Panama, Paraguay, Peru, Surinam, Trinidad a Tobago, Uruguay, Venezuela | státy SELA                                         |
| Latinskoamerické integrační sdružení               | |                                                    |
| logo ALADI                                         | - akronym: ALADI - sídlo: Montevideo - vznik: 12/08/1980 - zúčastněné státy: Argentina, Bolívie, Brazílie, Chile, Kolumbie, Kuba, Ekvádor, Mexiko, Panama, Paraguay, Peru, Uruguay, Venezuela | státy ALADI                                        |
| Karibské společenství                              | |                                                    |
| vlajka Karibského společenství                     | - akronym: CARICOM - sídlo: Georgetown - vznik: 04/07/1973 - zúčastněné státy: Antigua a Barbuda, Bahamy, Barbados, Belize, Dominika, Granada, Guyana, Haiti, Jamajka, Montserrat, Svatý Kryštof a Nevis, Svatá Lucie, Svatý Vincenc a Grenadiny, Surinam, Trinidad a Tobago | státy Karibského společenství                      |
| Sdružení karibských států                          | |                                                    |
| vlajka Sdružení karibských států                   | - akronym: ACS-AEC - sídlo: Port of Spain - vznik: 24/07/1994 - zúčastněné státy: Antigua a Barbuda, Bahamy, Barbados, Belize, Kolumbie, Kostarika, Kuba, Dominika, Salvador, Grenada, Guatemala, Haiti, Honduras, Jamajka, Mexiko, Nikaragua, Panama, Dominikánská republika, Svatá Lucie, Svatý Kryštof a Nevis, Svatý Vincenc a Grenadiny, Surinam, Trinidad a Tobago, Venezuela                                                                     | státy AEC                                          |
| Organizace východokaribských států                 | |                                                    |
|                                                    | - akronym: OECS - sídlo: Castries - vznik: 18/06/1981 - zúčastněné státy: Antigua a Barbuda, Dominika, Granada, Montserrat, Svatý Kryštof a Nevis, Svatá Lucie, Svatý Vincenc a Grenadiny | státy OECS                                         |